# Adonisea aetheria
Adonisea aetheria är en fjärilsart som beskrevs av Barnes och Mcdunnough 1912. Adonisea aetheria ingår i släktet Adonisea och familjen nattflyn. Inga underarter finns listade i Catalogue of Life.